# Fauville
Pour les articles homonymes, voir Fauville.
Pour l’article ayant un titre homophone, voir Foville.
Fauville est une commune française située dans le département de l'Eure en région Normandie.

## Géographie

### Localisation
| Gravigny (par un angle) | Huest           | Huest |
| Évreux                  | Fauville        | Huest |
|                         | Le Vieil-Évreux |       |

### Hydrographie
La commune est située dans le bassin Seine-Normandie. Elle n'est drainée par aucun cours d'eau,.

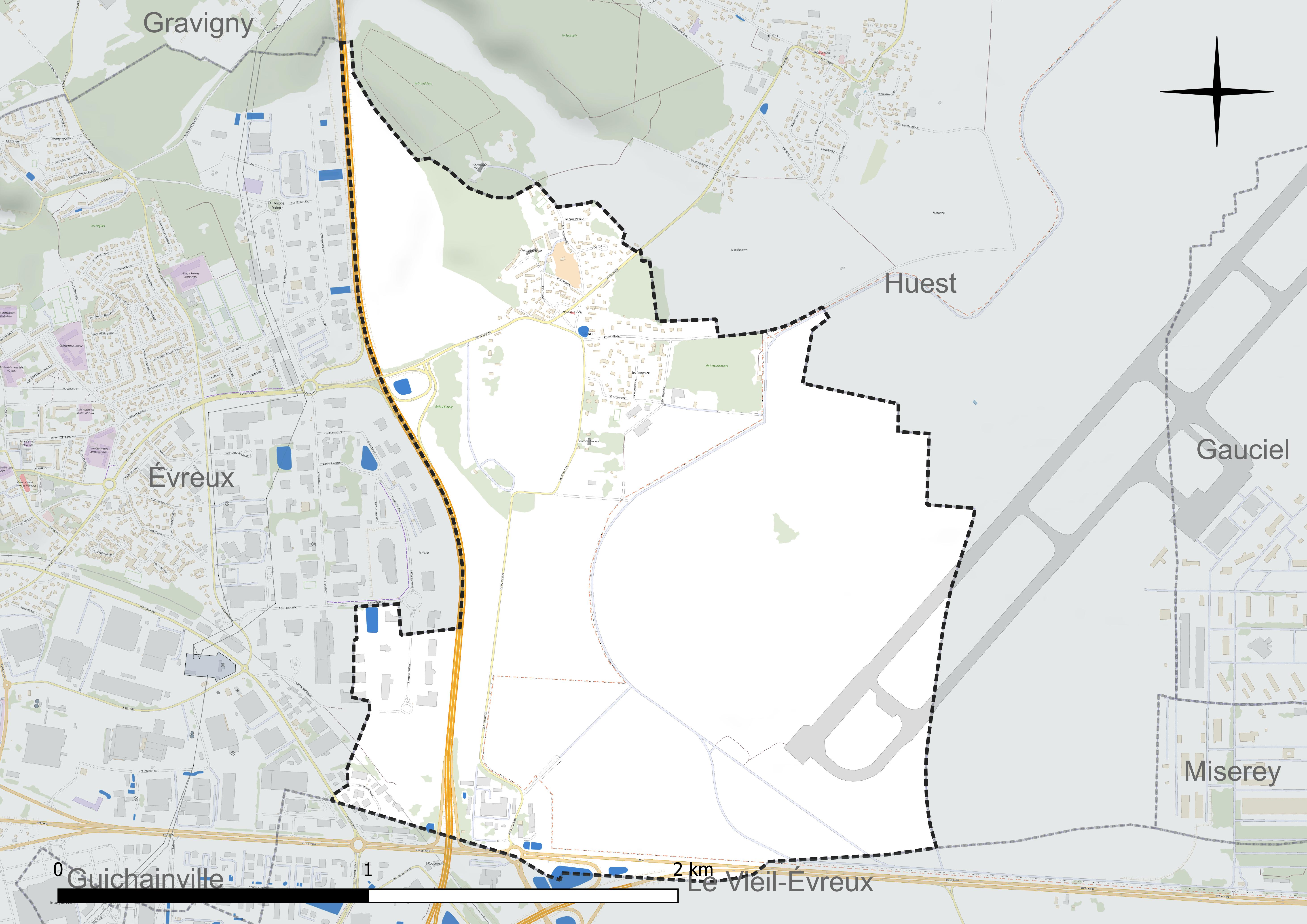
Réseau hydrographique de Fauville.

### Climat
Pour des articles plus généraux, voir Climat de la Normandie et Climat de l'Eure.
En 2010, le climat de la commune est de type climat océanique dégradé des plaines du Centre et du Nord, selon une étude du CNRS s'appuyant sur une série de données couvrant la période 1971-2000. En 2020, Météo-France publie une typologie des climats de la France métropolitaine dans laquelle la commune est exposée à un climat océanique et est dans une zone de transition entre les régions climatiques « Sud-ouest du bassin Parisien » et « Côtes de la Manche orientale ». Parallèlement le GIEC normand, un groupe régional d’experts sur le climat, différencie quant à lui, dans une étude de 2020, trois grands types de climats pour la région Normandie, nuancés à une échelle plus fine par les facteurs géographiques locaux. La commune est, selon ce zonage, exposée à un « climat des plateaux abrités », correspondant aux plaines agricoles de l’Eure, avec une pluviométrie beaucoup plus faible que dans la plaine de Caen en raison du double effet d’abri provoqué par les collines du Bocage normand et par celles qui s’étendent sur un axe du Pays d'Auge au Perche.
Pour la période 1971-2000, la température annuelle moyenne est de 10,5 °C, avec  une amplitude thermique annuelle de 14,3 °C. Le cumul annuel moyen de précipitations est de 671 mm, avec 11,1 jours de précipitations en janvier et 8,1 jours en juillet. Pour la période 1991-2020, la température moyenne annuelle observée sur la station météorologique la plus proche, située sur la commune de Huest à 1 km à vol d'oiseau, est de 11,2 °C et le cumul annuel moyen de précipitations est de 600,6 mm,. Pour l'avenir, les paramètres climatiques de la commune estimés pour 2050 selon différents scénarios d’émission de gaz à effet de serre sont consultables sur un site dédié publié par Météo-France en novembre 2022.

## Urbanisme

### Typologie
Au 1er janvier 2024, Fauville est catégorisée commune rurale à habitat dispersé, selon la nouvelle grille communale de densité à 7 niveaux définie par l'Insee en 2022.
Elle est située hors unité urbaine. Par ailleurs la commune fait partie de l'aire d'attraction d'Évreux, dont elle est une commune de la couronne,. Cette aire, qui regroupe 108 communes, est catégorisée dans les aires de 50 000 à moins de 200 000 habitants,.

### Occupation des sols
L'occupation des sols de la commune, telle qu'elle ressort de la base de données européenne d’occupation biophysique des sols Corine Land Cover (CLC), est marquée par l'importance des territoires artificialisés (69,2 % en 2018), en augmentation par rapport à 1990 (64,8 %). La répartition détaillée en 2018 est la suivante : 
zones industrielles ou commerciales et réseaux de communication (58,6 %), terres arables (27,5 %), zones urbanisées (10,6 %), forêts (3,3 %). L'évolution de l’occupation des sols de la commune et de ses infrastructures peut être observée sur les différentes représentations cartographiques du territoire : la carte de Cassini (XVIIIe siècle), la carte d'état-major (1820-1866) et les cartes ou photos aériennes de l'IGN pour la période actuelle (1950 à aujourd'hui).

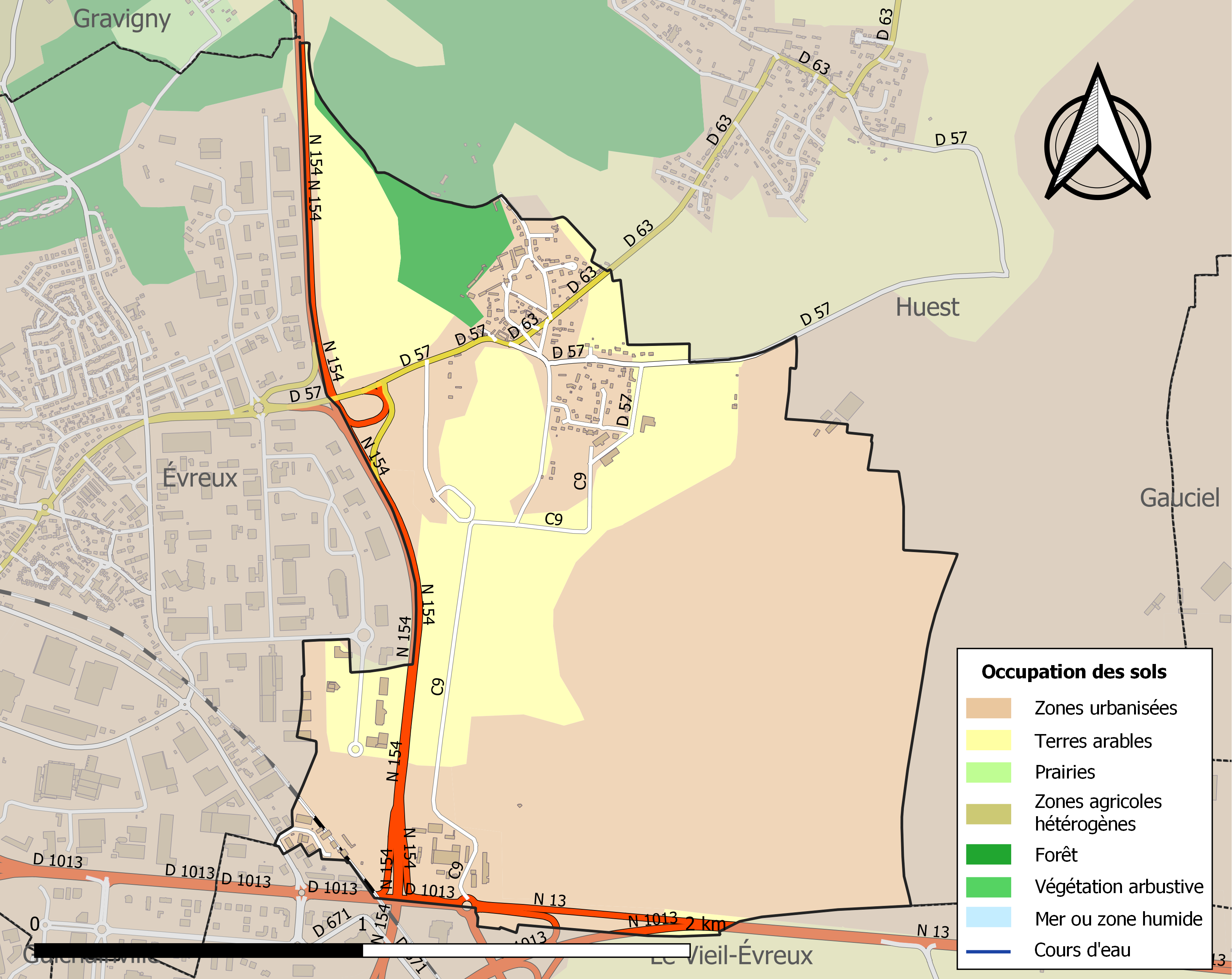
Carte des infrastructures et de l'occupation des sols de la commune en 2018 (CLC).

## Toponymie
Le nom de la localité est attesté sous la forme Fovilla en 1152 (bulle d’Eugène III), Fauvilla (cartulaire du chapitre d’Évreux), Foville en 1469, Fauville-la-Campagne en 1828.
Comme le montrent les formes anciennes, pas de rapport avec le nom du fau « hêtre » qui a inspiré la graphie des différents Fauville de Normandie. Le hêtre se dit d'ailleurs fou et foutel en dialecte. De plus, les noms en -ville ne sont jamais composés avec un nom d'arbre.
Tous les lieux Fauville sont situés en Normandie et dans la zone de diffusion des toponymes norrois. Ils sont tous mentionnés anciennement sous la forme Foville, seul Fauville (Manche) comporte également une mention Fodvilla en 1225.
François de Beaurepaire les interprète comme un « domaine rural de Fótr », anthroponyme scandinave basé sur celui du « pied » (cf. anglais foot).
Homonymie avec Fauville-en-Caux, ancienne commune française du département de la Seine-Maritime.

## Histoire
La commune abrite la base aérienne 105 d'Évreux « Commandant Viot », depuis 1952.

## Politique et administration
| Période                                  | Période  | Identité          | Étiquette | Qualité                    |
| ---------------------------------------- | -------- | ----------------- | --------- | -------------------------- |
| avant 1995                               | ?        | Robert Lafosse    |           |                            |
| mars 2001                                | 2014     | Jean-Pierre Pinel |           |                            |
| mars 2014                                | En cours | Marc Morillon     | SE        | Retraité Fonction publique |
| Les données manquantes sont à compléter. |          |                   |           |                            |

## Démographie
L'évolution du nombre d'habitants est connue à travers les recensements de la population effectués dans la commune depuis 1793. Pour les communes de moins de 10 000 habitants, une enquête de recensement portant sur toute la population est réalisée tous les cinq ans, les populations de référence des années intermédiaires étant quant à elles estimées par interpolation ou extrapolation. Pour la commune, le premier recensement exhaustif entrant dans le cadre du nouveau dispositif a été réalisé en 2007.

En 2022, la commune comptait 317 habitants, en évolution de −10,96 % par rapport à 2016 (Eure : −0,25 %, France hors Mayotte : +2,11 %).
| 1793 | 1800 | 1806 | 1821 | 1831 | 1836 | 1841 | 1846 | 1851 |
| ---- | ---- | ---- | ---- | ---- | ---- | ---- | ---- | ---- |
| 110  | 80   | 89   | 101  | 91   | 101  | 98   | 107  | 121  |

| 1856 | 1861 | 1866 | 1872 | 1876 | 1881 | 1886 | 1891 | 1896 |
| ---- | ---- | ---- | ---- | ---- | ---- | ---- | ---- | ---- |
| 123  | 122  | 118  | 114  | 116  | 102  | 111  | 102  | 84   |

| 1901 | 1906 | 1911 | 1921 | 1926 | 1931 | 1936 | 1946 | 1954 |
| ---- | ---- | ---- | ---- | ---- | ---- | ---- | ---- | ---- |
| 101  | 87   | 80   | 84   | 70   | 86   | 106  | 91   | 142  |

| 1962 | 1968 | 1975 | 1982 | 1990 | 1999 | 2006 | 2007 | 2012 |
| ---- | ---- | ---- | ---- | ---- | ---- | ---- | ---- | ---- |
| 167  | 224  | 234  | 259  | 327  | 315  | 296  | 293  | 321  |

| 2017 | 2022 | - | - | - | - | - | - | - |
| ---- | ---- | - | - | - | - | - | - | - |
| 353  | 317  | - | - | - | - | - | - | - |

## Culture locale et patrimoine

### Lieux et monuments
- Ancienne église Saint-Michel, affectée à une grange
- La commune a la particularité de ne pas avoir d'église (commune réputée sans clocher)